# Caproni Ca.335
Caproni Ca 335 Maestrale (Mistral) là một loại máy bay tiêm kích-bom/trinh sát của Ý trong thập niên 1930. Do hãng Caproni thiết kế nhằm đáp ứng yêu cầu của Không quân Bỉ. Bỉ cũng có kế hoạch chế tạo loại máy bay này theo giấy phép tại hãng SABCA với tên gọi SABCA S.47. Chỉ có duy nhất 1 chiếc được chế tạo, kế hoạch sản xuất đã bị dừng lại khi Đức xâm lược Bỉ vào tháng 5 năm 1940.

## Quốc gia sử dụng
Bỉ
- Không quân Bỉ

## Tính năng kỹ chiến thuật (S.47)
Dữ liệu lấy từ War Planes of the Second World War: Volume Seven Bombers and Reconnaissance Aircraft 
Đặc tính tổng quan
- Kíp lái: 2
- Chiều dài: 10,6109 m (34 ft 9,75 in)
- Sải cánh: 13,2017 m (43 ft 3,75 in)
- Chiều cao: 3,20 m (10 ft 6 in)
- Diện tích cánh: 23,80 m2 (256,2 foot vuông)
- Trọng lượng rỗng: 2.250 kg (4.960 lb)
- Trọng lượng có tải: 3.240 kg (7.143 lb)
- Trọng lượng cất cánh tối đa: 3.350 kg (7.385 lb)[chuyển đổi: tùy chọn không hợp lệ]
- Động cơ: 1 × Hispano-Suiza 12Ycrs , 640 kW (860 hp)   (take-off power)
- Cánh quạt: 3-lá bladed constant speed

Hiệu suất bay
- Vận tốc cực đại: 501 km/h; 270 kn (311 mph) trên độ cao 4.200 m (13.780 ft)
- Tầm bay: 1.576 km; 851 nmi (979 mi) trên độ cao 4.000 m (13.120 ft) (nhiệm vụ trinh sát)
- Thời gian bay: 4 h 30 s
- Trần bay: 9.501 m (31.170 ft)
- Thời gian lên độ cao:

=Vũ khí trang bị

- Súng: 1× pháo 20 mm Hispano-Suiza HS.404 và 3 súng máy Browning FN 7.62 mm
- Bom: 200 kg (440 lb)